# جان تروورو
جان تروورو (انگلیسی: John Trevorrow؛ زادهٔ ۱۸ مهٔ ۱۹۴۹) دوچرخه‌سوار اهل استرالیا است. وی در بازی‌های المپیک تابستانی ۱۹۷۲ شرکت کرده‌است.